# Джон Волтер (видавець)
Джон Волтер (англ. John Walter; 1 січня 1738 – 16 листопада 1812) – британський видавець англійської газети «The Daily Universal Register» (1785), після 940 випусків перейменована у «The Times».

## Біографія
Джон Волтер народився 1 січня 1738 року в Лондоні. Волтер займався процвітаючим бізнесом в якості торговця вугіллям зі смерті свого батька Річарда Волтера до 1781 року. Волтер відігравав провідну роль у створенні вугільної біржі в Лондоні; але незабаром після 1781 року, коли він почав займатися виключно андеррайтером і став членом «Lloyd's», він занадто спекулював і зазнав невдачі.
У 1782 році він купив у якогось Генрі Джонсона патент на новий спосіб друку з логотипів (тобто фонтанів слів або частин слів замість букв) і вніс до нього деякі удосконалення. У 1784 році він придбав стару друкарню в Блекфрайарсі, яка становила ядро друкарської площі пізнішого часу, і заснував там свою Логографічну контору.
Спочатку Волтер займався тільки друкуванням книг, але 1 січня 1785 року він заснував невелику газету під назвою «The Daily Universal Register», яка, досягнувши свого 940-го випуску 1 січня 1788 року, була перейменована в «The Times».
Друкарня розвивалася і процвітала, але спочатку її кар'єра була дещо строкатою. 11 липня 1789 Волтер був визнаний винним у наклепі на герцога Йоркського і засуджений до штрафу в 50 фунтів стерлінгів, річного тюремного ув'язнення в Ньюгейті, годинного стояння біля ганебного стовпа і поручительству за хорошу поведінку протягом семи років; за подальші наклепи штраф був збільшений на 100 фунтів стерлінгів, а тюремне ув'язнення-на другий рік. Однак 9 березня 1791 він був звільнений і помилуваний на прохання Георга IV.
У 1799 році Волтера знову засудили за технічний наклеп, на цей раз на лорда Каупера. Потім він передав управління бізнесом своєму старшому синові Вільяму і в 1795 році пішов в Теддінгтон, де і прожив до самої смерті. У 1759 році він одружився з Френсіс Лонден, з якою мав шестеро дітей. Вільям Волтер дуже скоро відмовився від обов'язків, які він взяв на себе в 1795 році, і в 1803 році передав одноосібне управління бізнесом своєму синові Джону.